# سمية بنت الحسن
سمية بنت الحسن (مواليد 14 مايو 1971 في عمّان) هي أميرة أردنية والابنة الثانية للأمير الحسن بن طلال من زوجته الأميرة ثروت الحسن.

## حياتها
ولدت الأميرة سمية في عمان في 14 مايو 1971 للأمير حسن بن طلال والأميرة ثروت الحسن. تلقت تعليمها الابتدائي في مدرسة عمان المعمدانية في الأردن، ثم في مدرسة إنترناشونال كوميونيتي. التحقت سمية لاحقًا بمدرسة شيربورن للبنات في دورست بإنجلترا. وتخرجت من معهد كورتولد للفنون بجامعة لندن وحصلت على بكالوريوس الآداب في تاريخ الفن، تخصصت في المصادر المبكرة للفنون والعمارة الإسلامية.

## زواجها وأسرتها
تزوجت من ناصر جودة ابن وزير المواصلات الأسبق سامي جودة عام 1992. أنجبت منه أربعة أطفال:
- التوأم طارق و زين الشرف (1994).
- علي (1996).
- سكينة (1998).

انفصلت عن زوجها سنة 2007.

## اهتماماتها وأنشطتها
- تشغل الأميرة سمية منصب رئاسة مجلس أمناء جامعة الأميرة سمية للتكنولوجيا
- عينها الأمير الحسن بن طلال عضوا في مجلس أمناء الجمعية العلمية الملكية سنة 2003.
- عينها الأمير الحسن بن طلال رئيساً لجمعية الإغاثة والخدمات الاجتماعية في الأول من أكتوبر تشرين الأول سنة 2006 تقديرا لجهودها في تطوير المجلس الأعلى للتكنولوجيا.
- تم تعيينها عضوا أجنبيا في الأكاديمية الوطنية للعلوم السياسية في إسبانيا (RACEF) اعترافاً بمساهماتها في العلوم والتنمية.
- تم تعيينها عضوا مؤسسا في المجلس الاستشاري لشبكة الشرق الأوسط وشمال أفريقيا لمراكز التميّز المائية (MENA NWC).
- انضمت إلى المجلس الاستشاري لمبادرة العالم الإسلامي للعلوم والتكنولوجيا والابتكار بدعوة من أكاديمية نيويورك للعلوم في ديسمبر سنة 2010.
- ساهمت الأميرة سمية في مبادرات بالتعاون مع الجمعية الملكية (المملكة المتحدة) والأكاديمية الأمريكية للعلوم منها :مؤتمر الدبلوماسية العلمية في ويلتون بارك، المملكة المتحدة، الذي عقد تحت رعاية وزارة الخارجية وشؤون الكومنولث، والذي كانت المتحدث الرئيسي فيه.

## الجوائز المحلية والإقليمية والدولية
حصلت الأميرة سمية على العديد من الجوائز المحلية والإقليمية والدولية:
- جائزة التميز في التغيير الإيجابي (نوفمبر تشرين الثاني 2014) من منتدى المفكرين العالميين (GIF) في حفل أقيم في دبي والذي احتفل بالنساء العربيات كصانعات للتغيير.
- وسام ألبرت آينشتاين من أجل الإنجاز المتميز (جامعة أولم،ألمانيا، 2009.
- جائزة لاتسيو بين أوروبا والبحر الأبيض المتوسط (إيطاليا، 2009). في أكتوبر تشرين الأول 2008.

كما حصلت على الأوسمة الرسمية من الأردن وهولندا وفرنسا والسودان.